# TAV
TAVはTreno Alta Velocità S.p.A.の略称でイタリアの高速鉄道路線を計画し建設、管理する1991年に設立された高速鉄道会社である。在来線との接続線の建設や改良も実施している。フェッロヴィーエ・デッロ・スタートの100%出資の子会社となっている。これらが計画し運営する路線の中でもペンドリーノが走行し、欧州初の高速新線であるDirettissima（ディレッティシマ）が良く知られている。Direttissimaとはイタリア語で「（鉄道の）直通、直行」を意味する。列車の運行はトレニタリアが独占していたが、2012年4月よりヌオーヴォ・トラスポルト・ヴィアッジャトーリ（NTV）が参入した。

## 概要
TAVが建設する路線は、イタリア各地で輸送量が飽和状態の既存路線（ミラノ - ナポリ・トリノ - ミラノ - ヴェネツィアなど）に沿って高速新線を建設し混雑を緩和することを目的としている。プロジェクトの焦点の一つにはイタリアの既存の鉄道網を欧州の標準鉄道に基づいた、よりモダンでハイテクなシステムに変えることでもある。
第二の目的は高速鉄道を国と重要度の高い幹線に導入することである。路線の重要度を考慮しながら、所要時間、列車の運行頻度、安全性などが改良される。優等列車がTAVの建設した新線に移行した際は、空いた線路容量を生かし既存の在来線は主に低速のローカル列車や貨物列車の増発にも利用される。イタリアの高速鉄道路線はドイツの高速鉄道路線と考え方が似ており客貨両用で複合輸送が出来るよう高速軽量貨物列車の運行が考慮されている。
TAVはイタリア国内に留まらず、欧州各国の高速新線のネットワークと接続し、フランスのTGV、ドイツのICE、スペインのAVEなどと統合した欧州の高速鉄道路線のネットワークを目指している。
イタリアで優位に立っている輸送手段は高速道路網を利用した自動車である。旅客輸送や貨物輸送で自動車やトラックを利用する方法は高い割合である。高度に進んだ高速新線を導入する理由には、他の輸送機関との競争感覚を促すことや、西ヨーロッパ諸国の中で遅れをとっている活用されなくなった鉄道基盤を改良することにあった。イタリアの鉄道路線を高規格幹線に変えることは輸送の選択肢を増やすことになる。
高速列車によって車では到達出来ない速度でイタリア各地を結ぶ競争力の高い輸送機関となっている。
フェッロヴィーエ・デッロ・スタート (FS) とイタリア交通省は共同で全国高速鉄道計画を策定し、今後高速鉄道を合計路線延長1,250km整備する計画である。現在約400kmにおいて建設工事が行われている。
| 路線                      | 従来路線の所要時間 | TAVでの所要時間 |
| ------------------------- | ------------------ | --------------- |
| トリノ - ミラノ           | 1時間30分          | 50分            |
| ミラノ - ボローニャ       | 1時間42分          | 56分            |
| ボローニャ - フィレンツェ | 59分               | 30分            |
| フィレンツェ - ローマ     | 1時間35分          | 1時間20分       |
| ローマ - ナポリ           | 1時間45分          | 1時間05分       |

出典：Des trajets plus rapides

## 使用車両

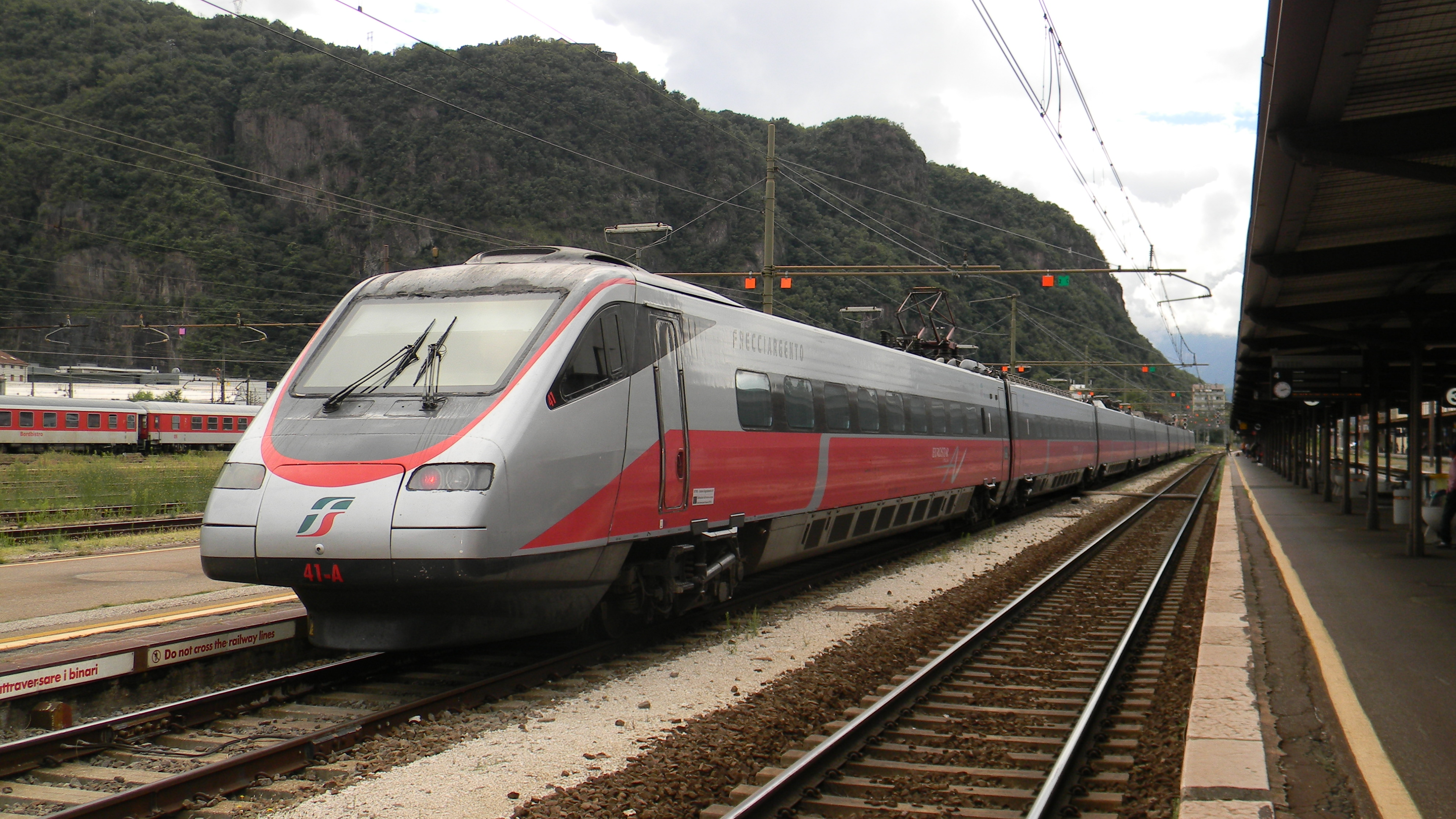
ETR485
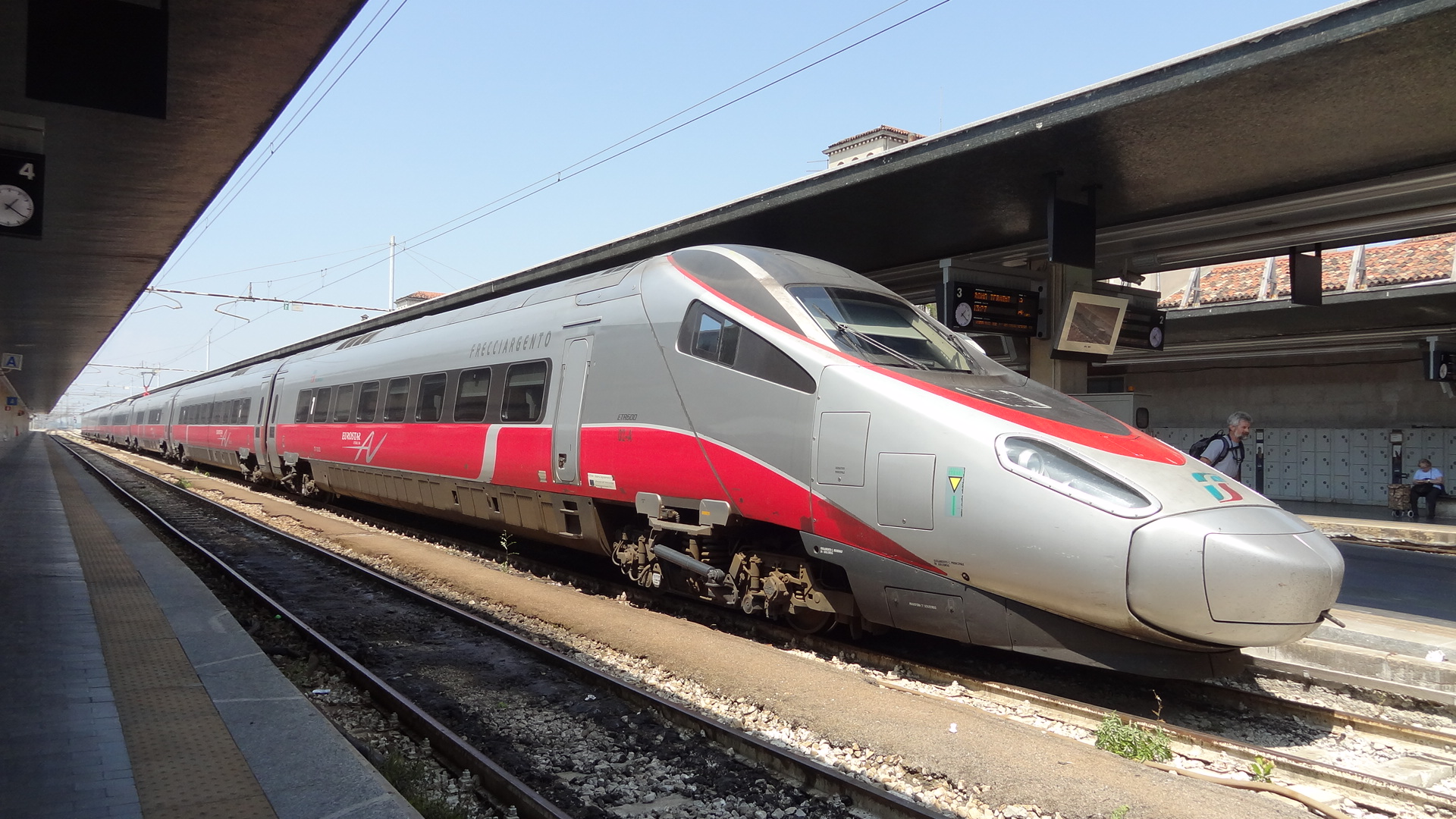
ETR600 - 610
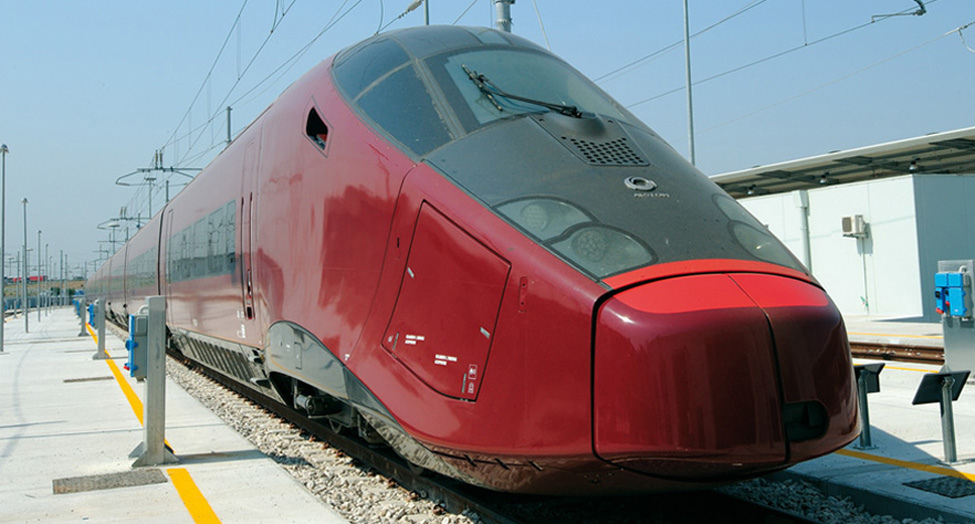
ETR575 / Alstom AGV 575（Italo）
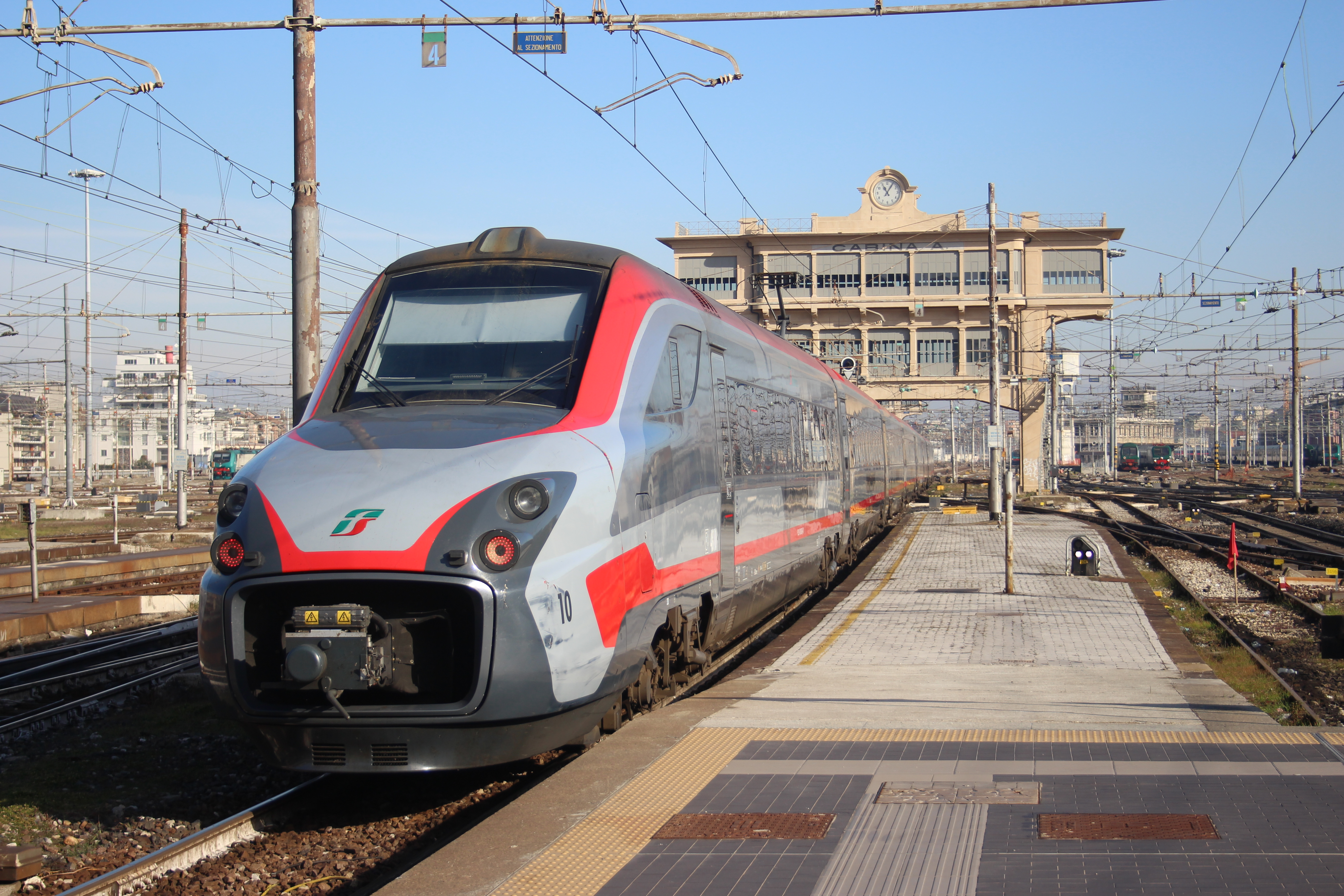
ETR700
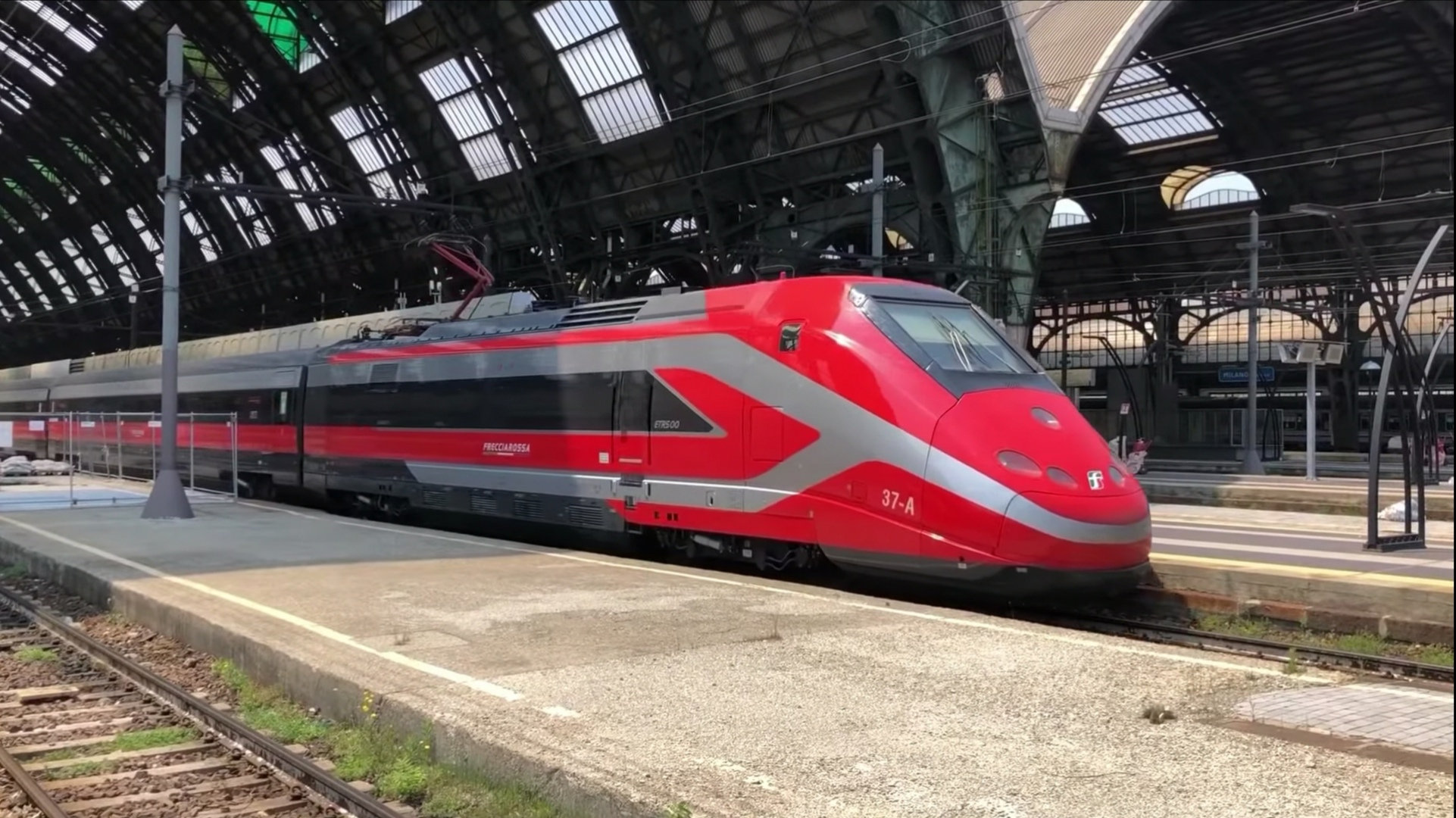
ETR500（フレッチャロッサ）
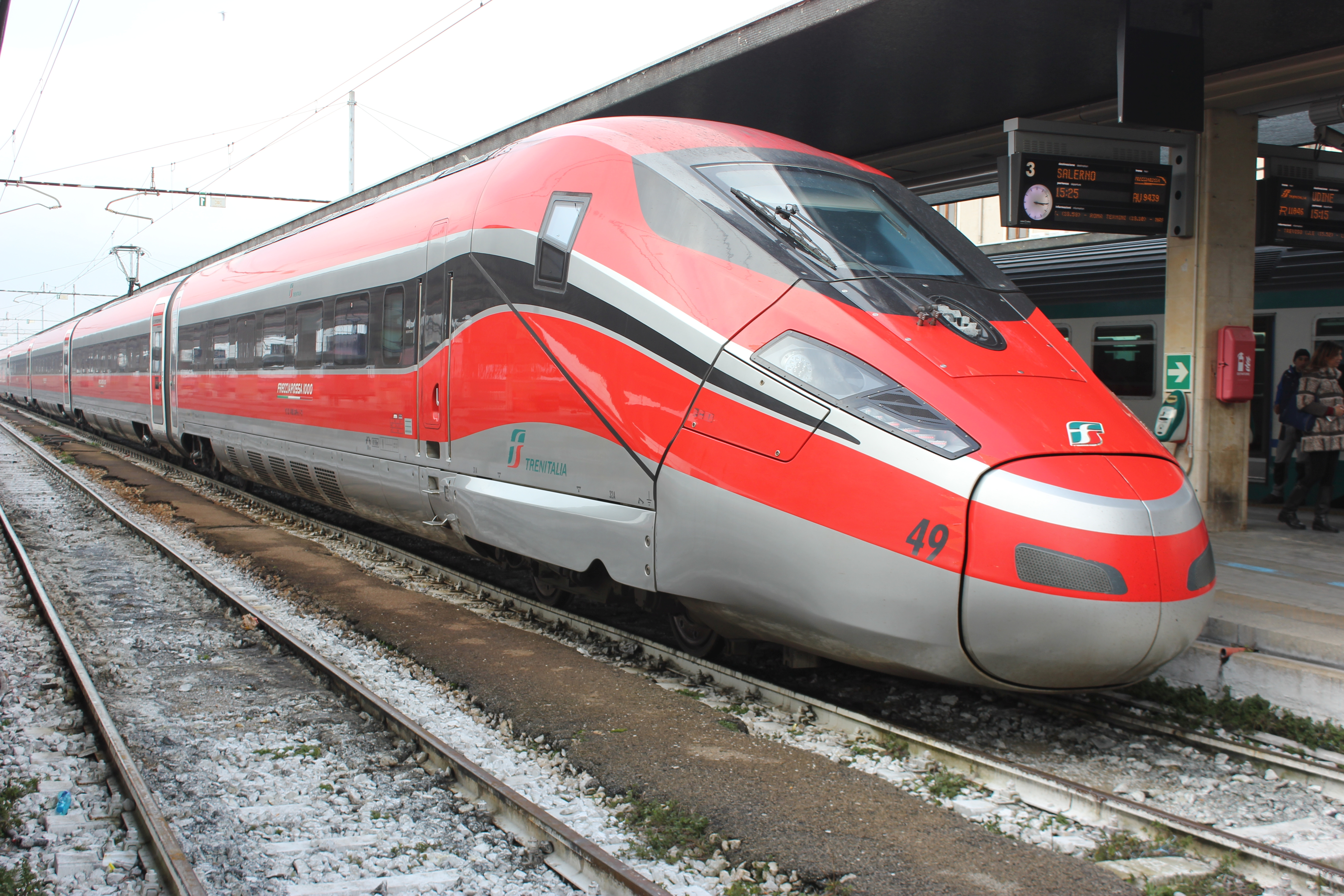
ETR400/1000（フレッチャロッサ1000）

## 路線網

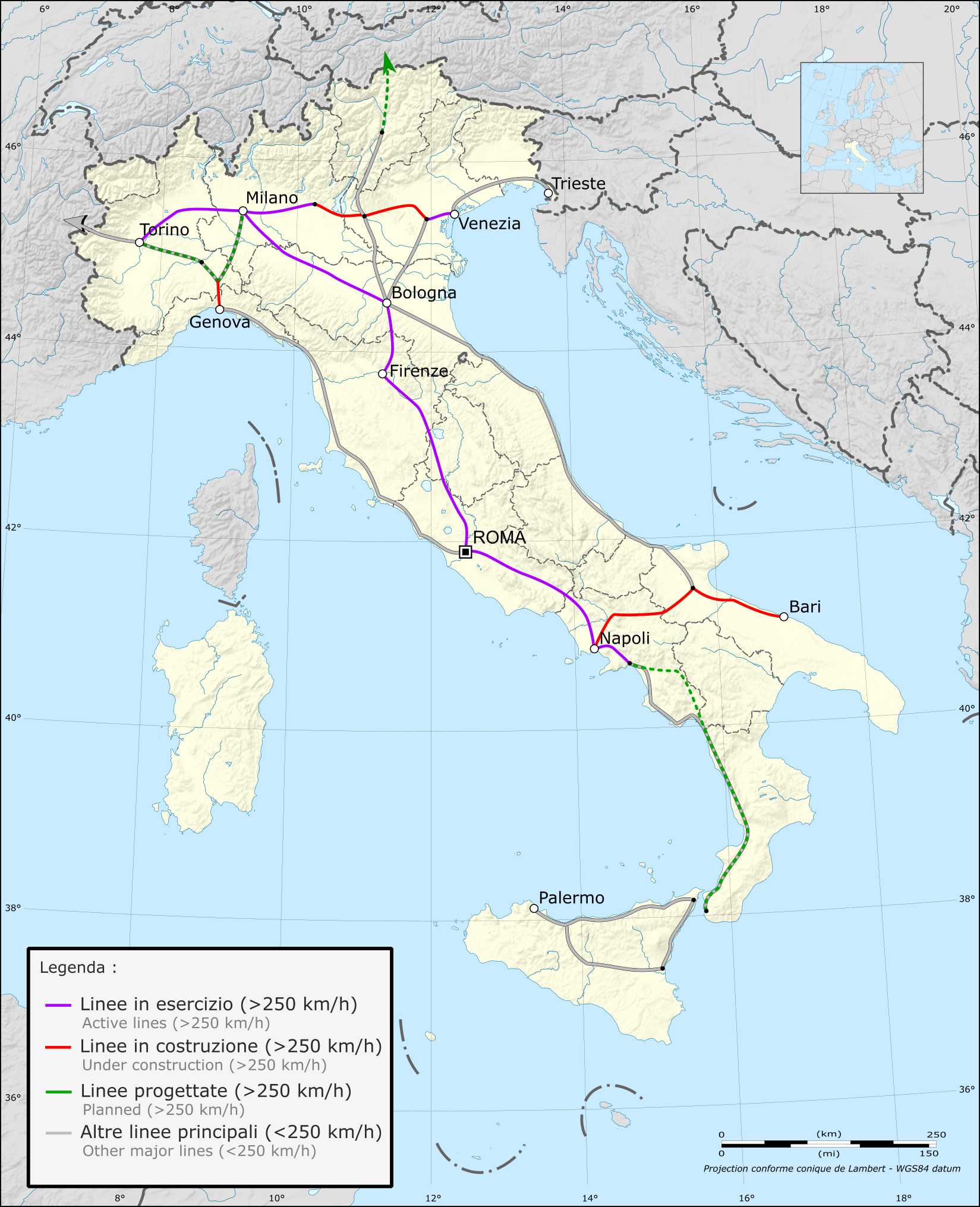
TAV路線網

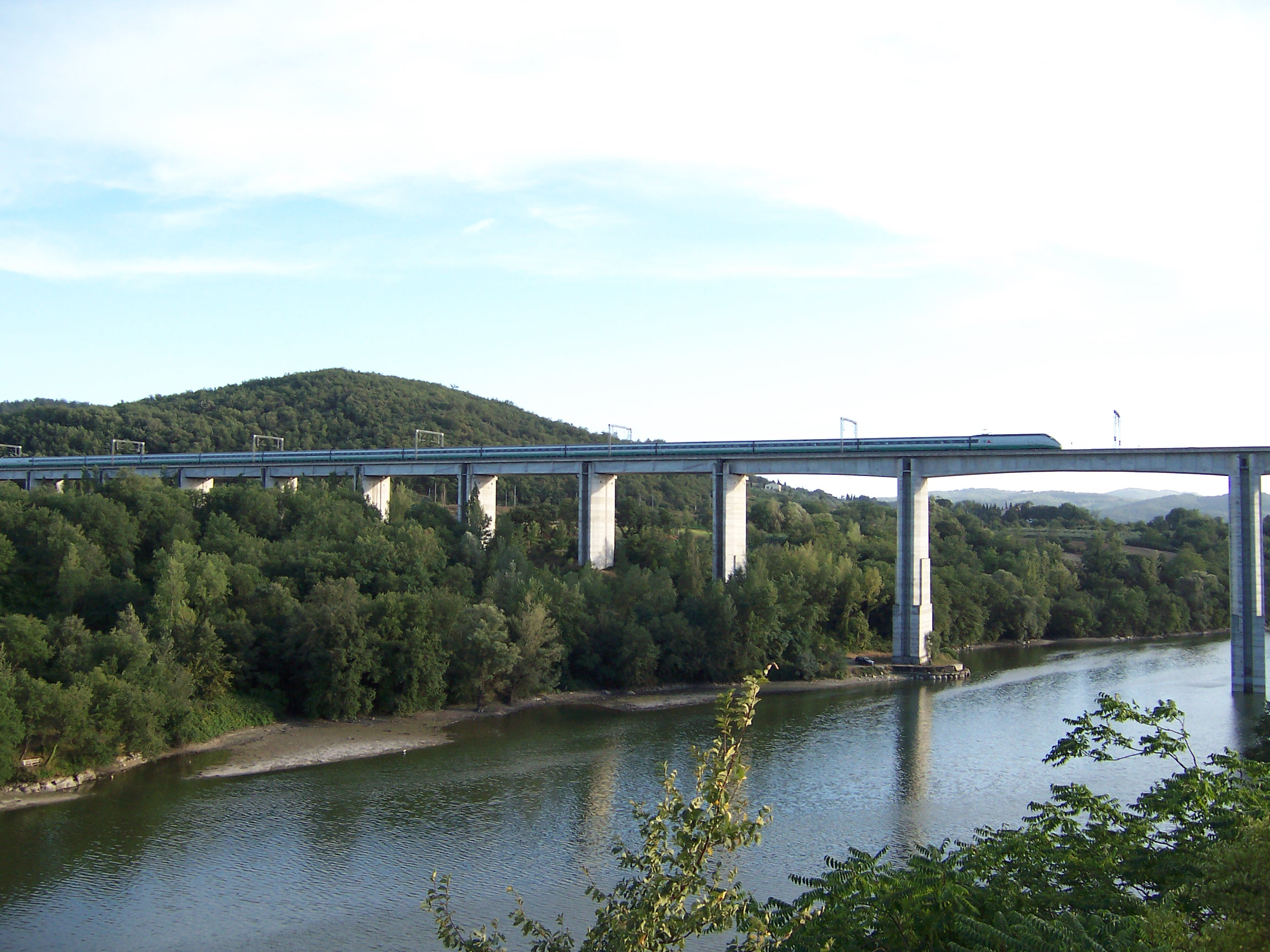
ディレッティシマを走行するETR500

### 営業路線
ローマ - フィレンツェ（フィレンツェ-ローマ高速線）
Direttissima（ディレッティシマ）として知られる当路線は最初のTAV路線で1970年6月に着工され、1期区間が1977年2月24日にローマ郊外、セッテバーニ - チッタ・デラ・ピエーブ間122kmが開業した。その後は、沿線住民の反対運動や財源不足、地質の問題など諸般の事情で建設は順調には進まず、当初開業予定であった1974年から何度も延期された。2期区間が開業したのは1992年5月31日で総延長254km内高速新線区間は237kmである。
- 信号システム
  - RS4 Codici（車内信号方式）

ローマ - ナポリ（ローマ-ナポリ高速線）
ローマ - ナポリ間204.6kmの建設開始は1994年で、その内の186kmが2005年12月11日に開業した。しかし、ナポリ北側約20kmは遺跡の発掘調査などのため、時間が掛かっている。
現在は在来線を経由しナポリまで運行しているが、高速新線の開業は2009年を予定している。この区間は唯一の新駅となるアフラゴラ駅が工事中で在来線との主要連絡駅として機能する。設計はイラク人建築家ザハ・ハディッドである。沿線にはトンネルが110箇所（内77箇所は環境問題によりトンネル化）高架橋・橋梁が88箇所、盛土268箇所、切土192箇所である。
ローマ - ナポリ間には149箇所の埋蔵遺跡がある。TAVは建設工事において入札前に情報を集め、マフィア関連の建設会社の参入を防止している。
- 信号システム
  - 列車はETCSレベル2の信号システムとGSM-R（Grobal System for Communication-Rail デジタル移動電話方式GSMに鉄道向け条件を付加した物）から構成されるERTMSにより制御される。この区間はイタリアの鉄道路線では初めてERTMSが採用される路線である。

- 電力供給
  - イタリアの鉄道路線では初めて交流電化25kV・50Hzが採用されている。直流電化より費用が低減出来るため採用された。在来区間は今まで通り直流電化3kVである。

- 車両
  - 交直両用のETR480が15編成、フレッチャロッサなどに使われているETR500が30編成を使用する予定で、ETR500は機関車を2電圧に対応した車両が用意されている。

- 運行
  - 営業最高速度は300km/hで、走行試験では2005年9月7日にETR500を使用し348km/hのイタリア最高速度を達成している。高速新線の開業によって第一段階として従来の所要時間1時間45分は10分短縮され、1時間35分となった。2006年2月からは1時間27分となっている。2008年12月にナポリの残りの区間が開業すると1時間5分まで短縮される。

テルミニ駅では8・9番ホーム、ナポリ中央駅では12・13・16・17番ホームが利用されている。
トリノ - ミラノ（トリノ-ミラノ高速線）
路線延長は125kmである。当路線はポー川流域の平坦な地形を走行しアウトストラーダA4号線にほぼ平行して建設されている。全体の80%が盛土か橋梁で切土区間はわずかである。
ローマ - ナポリ間と同じく交流電化25kV・50Hzである。
トリノ - ノヴァーラ
路線延長は84km。トリノ - ノヴァーラ間が2002年に着工された。トリノオリンピックに合わせ、2006年2月10日に開業している。マルペンサ空港への分岐線もある。計画と工事の認可手続きに6年掛かったが工事は僅か3年で完了した。工事認可手続き期間中、多くの準備作業が行われ、工区を分割し同時に施工している。イタリアでは不可避な第二次世界大戦中の地雷や不発弾、埋蔵遺跡の調査など着工前に行われている。
RFI（Rate Ferroviaria Italiana SpA 鉄道インフラ管理事業会社）所有の軌道・電気計測用高速列車「アルキメデス」が2005年7月20日に150km/hで走行し、各種データの測定した。開業後は300km/h運転を行っている。
ミラノ - ボローニャ（ミラノ-ボローニャ高速線）
路線長は182km。環境問題を避けるために約130kmはアウトストラーダA1号線沿いに並行し、10kmは在来線沿いに建設され着工から4年11ヶ月経った2008年12月13日に開業し翌日12月14日より営業運転を開始している。ミラノ・ローマ間を結ぶ速達列車が毎日19本運行され所要時間は3時間30分である。
主要な構造物としてはポー川を渡る氾濫原まで含めての1,400mの橋梁、モデナ市を迂回する延長7kmの高架橋、レッジョ・エミリア付近のサンティアゴ・カラトラヴァ設計の新駅などが挙げられる。
ミラノ - ボローニャ間は3段階で開業する計画で、まずモデナ - ボローニャ間20kmが開業後、ミラノ - ピアチェンツァ、その後ピアチェンツァ - ミラノ間が開業する。全線開業すると現行1時間42分掛かっている所要時間は1時間に短縮される。
ボローニャ - フィレンツェ（ボローニャ-フィレンツェ高速線）
アペニン山脈を横断する当路線は路線長78.5kmのうち73.8kmがトンネル区間となり、イタリアの高速新線計画の中で一番の難工事路線となっている。最短528mから最長18.7kmのイタリア最長となるトンネルまで9本のトンネルが連続している。トンネル間の短い区間は高架橋や橋梁、切取りなどである。山岳区間なので在来線との接続は無い。
当路線は1996年6月に着工され、2009年12月に開業した。完成により従来の所要時間56分が約半分の30分に短縮される。
両端のボローニャとフィレンツェでは地下の新駅が設置される。ボローニャでは在来線直下に建設中で、フィレンツェではフィレンツェ・サンタマリア・ノヴェッラ駅 (SMN) の北側ベルフィオーレ地区に地下駅が建設工事中。地下駅が完成するとSMNでの折り返し運転が解消される。これらの完成は2011年12月の予定である。

#### 将来の需要
トレニタリアによれば高速鉄道の旅客は2桁の成長率で増加しており、2010年には3,000万人になると予想している。トリノ - ミラノ - ナポリ間は2010年には年間16万5,000人、2015年には年間19万人増加すると予測している。

#### 新型車両導入による時間短縮
2015年6月14日より、新型車両ETR1000をミラノ―ローマ間で本格運用する。最高営業速度は、従来型のETR500の300km/hから、360km/hに引き上げられ、同区間の所要時間は2時間20分に短縮される。

### 建設中及び計画中の路線
現在、建設中の路線は順次開業の予定。ディレッティシマを構成する路線であるが工事が大幅に遅れている区間である。
ノヴァーラ-ミラノ
ノヴァーラ - ミラノ間41kmも2002年に着工されているが開業は2009年初めの予定。トリノ - ミラノ間は現在の所要時間1時間27分が50分になる予定。
ミラノ - ヴェローナ
在来線とアウトストラーダA4号線沿いに建設され路線長112km。現在のところはミラノ - ブレシャ間が建設中で、完成は2016年を予定している。
ヴェローナ - パドヴァ
ヴェローナ - パドヴァ間は路線長75km。
パドヴァ - ヴェネツィア
2003年着工。ミラノ - ヴェネツィア間の路線のうち最初に開業するのが当区間である。アウトストラーダA4号線沿いに建設され総延長25km。完成は2010年を予定している。
ミラノ - ジェノヴァ
2006年に着工が予定されていた。54kmの区間のうち36kmがトンネル区間である。ロッテルダム - ジェノヴァ交通回廊の一部で2012年に開業予定。輸送上のボトルネックが解消される。

### 建設費
トリノ - ミラノ - ローマ - ナポリ間の延長888kmの高速鉄道総工費は、予備費など付帯的な物を含めると300億ユーロで現在までに180億ユーロが支出されている。完成までにはさらに追加で127億ユーロの支出が必要である。
イタリアの高速新線のキロ当たりの建設費は0.25 - 0.59億ユーロである。これに対してLGV東ヨーロッパ線パリ - メス間の場合、300kmの建設費が32億ユーロで、キロ当たりの建設費は0.11億ユーロとなっていてイタリアの高速新線の建設費の高さが見て取れる。
建設費が高騰する要因としては客貨両用であることから急勾配が制限されたり、橋梁が多くなったりすることや、日本の新幹線と同じように環境問題上トンネル区間が多くなること、古代の遺跡発掘調査の関係によって工期が延びることが挙げられている。

### 計画中の路線

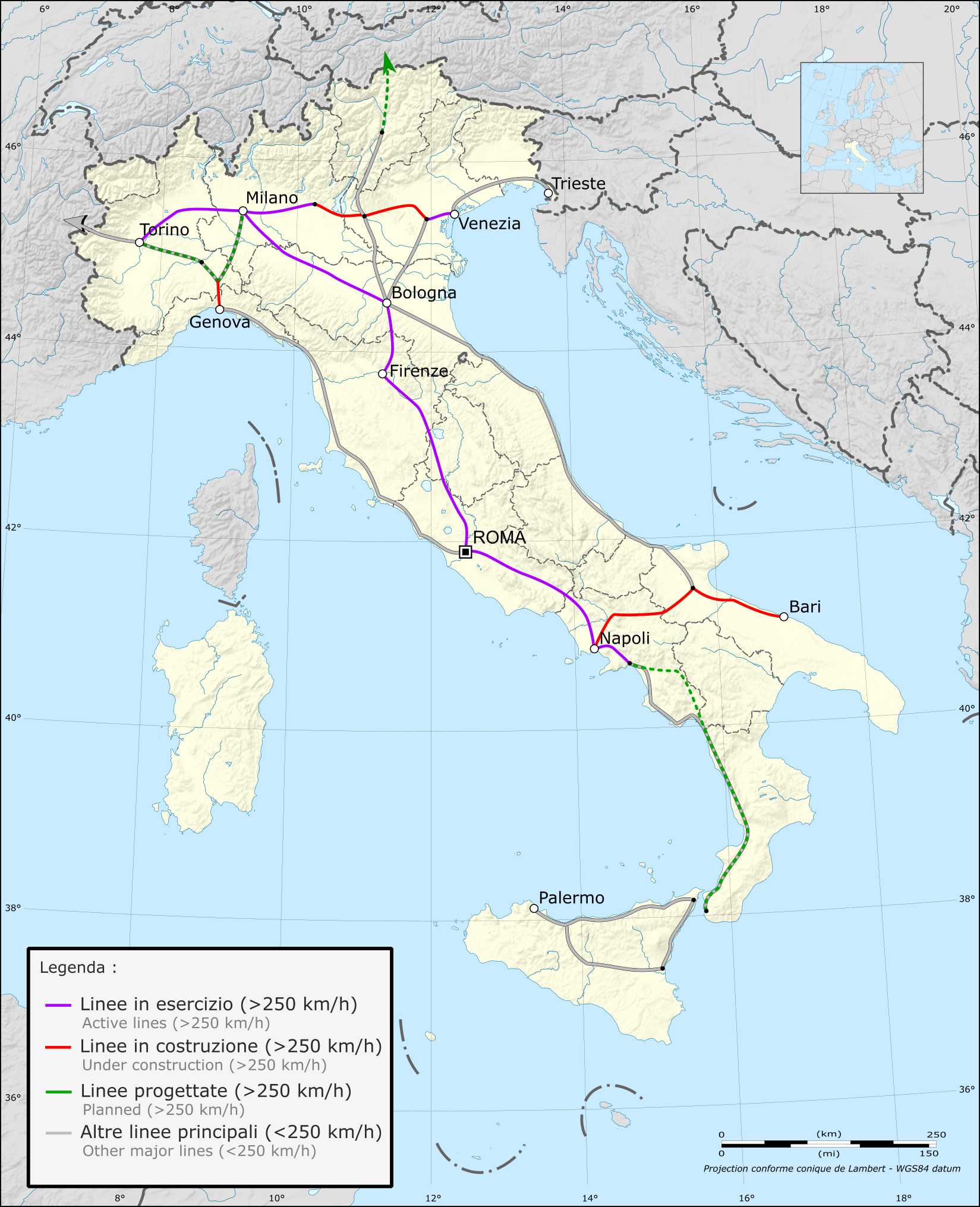
全線開業時のTAVの予定路線網

Lyon Turin Ferroviaire (LTF) リヨン - シャンベリ - トリノ
TGVとTAVを接続させる路線。途中、52kmに及ぶ長大トンネルが計画されている。
ミラノ - スイス国境
この路線はスイスとドイツ方面を連絡することを目的としており、スイス政府のプロジェクトであるアルプトランジット計画のゴッタルドベーストンネルとレッチュベルクベーストンネルに連絡する予定。
ブレンナーベーストンネル
ヴェローナ、インスブルック、ミュンヘン等、オーストリア、ドイツ方面への接続を目的としている。計画では56kmに及ぶ長大トンネルである。2026年完成予定。
トリエステ - スロヴェニア国境 - リュブリャナ
リュブリャナを始めとして、中欧、チェコ方面の連絡を目的としている。